# Jemina Alves
Jemina Augusto Alves (1 de outubro de 1964) é uma ex-judoca brasileira. Alves competiu na cvategoria até 56 quilos nos Jogos Olímpicos de Verão de 1992, realizados em Barcelona, na Espanha.